# 中札內村
中札內村（日语：／ Nakasatsunai mura */?）是位於日本北海道十勝綜合振興局南部的村莊。西部位於日高山脈襟裳國定公園的範圍內，十勝幌尻岳則被指定為國家名勝之一。當地聚落沿著發源於日高山脈中部的札內川流域而擴張。札內川的上游是日本最大的鑽天柳樹群之一。當地以農業和酪農業為主。
2004年該村曾經與帶廣市協商合併，不過在同年11月進行的居民投票中反對者超過半數，因此放棄合併。名稱是由於位於札內川中游位置而來，札內的名稱則是來自阿伊努語「sat-nay」，意思乾枯的河川。

## 人口
| 中札內村人口分布圖 |                                                 |  |
| 中札內村與日本全國年齡別人口分布比較圖 （2005年資料） | 中札內村的年齡、男女別人口分布圖 （2005年資料） |  |
| ■紫色是中札內村 ■綠色是全国 | ■藍色是男性 ■紅色是女性                         |  |
| 中札內村人口變化 \| 1970年 \| 4,231人 \| \| \| 1975年 \| 3,804人 \| \| \| 1980年 \| 3,785人 \| \| \| 1985年 \| 4,101人 \| \| \| 1990年 \| 4,277人 \| \| \| 1995年 \| 4,319人 \| \| \| 2000年 \| 4,116人 \| \| \| 2005年 \| 3,983人 \| \| \| 2010年 \| 4,007人 \| \| \| 2015年 \| 3,966人 \| \| \| 2020年 \| 3,884人 \| \| |                                                 |  |
| 資料來源：日本總務省統計中心提供之人口普查數據 |                                                 |  |
| 1970年 | 4,231人                                         |  |
| 1975年 | 3,804人                                         |  |
| 1980年 | 3,785人                                         |  |
| 1985年 | 4,101人                                         |  |
| 1990年 | 4,277人                                         |  |
| 1995年 | 4,319人                                         |  |
| 2000年 | 4,116人                                         |  |
| 2005年 | 3,983人                                         |  |
| 2010年 | 4,007人                                         |  |
| 2015年 | 3,966人                                         |  |
| 2020年 | 3,884人                                         |  |

## 歷史
- 1905年：開始有人進入此地區開墾。[5]
- 1947年9月1日：從大正村（現在已併入帶廣市）分割獨立設村。[6]

## 交通

### 鐵路
- 北海道旅客鐵道
  - 廣尾線 ：中札內車站，已於1987年停駛。

### 道路
一般國道
- 國道236號

主要地方道
- 北海道道55號清水大樹線
- 北海道道111號靜內中札內線（日高橫斷道路）

道道
- 北海道道240號上札內帶廣線
- 北海道道321號中札內停車場線
- 北海道道1166號中札內內環線

## 觀光資源

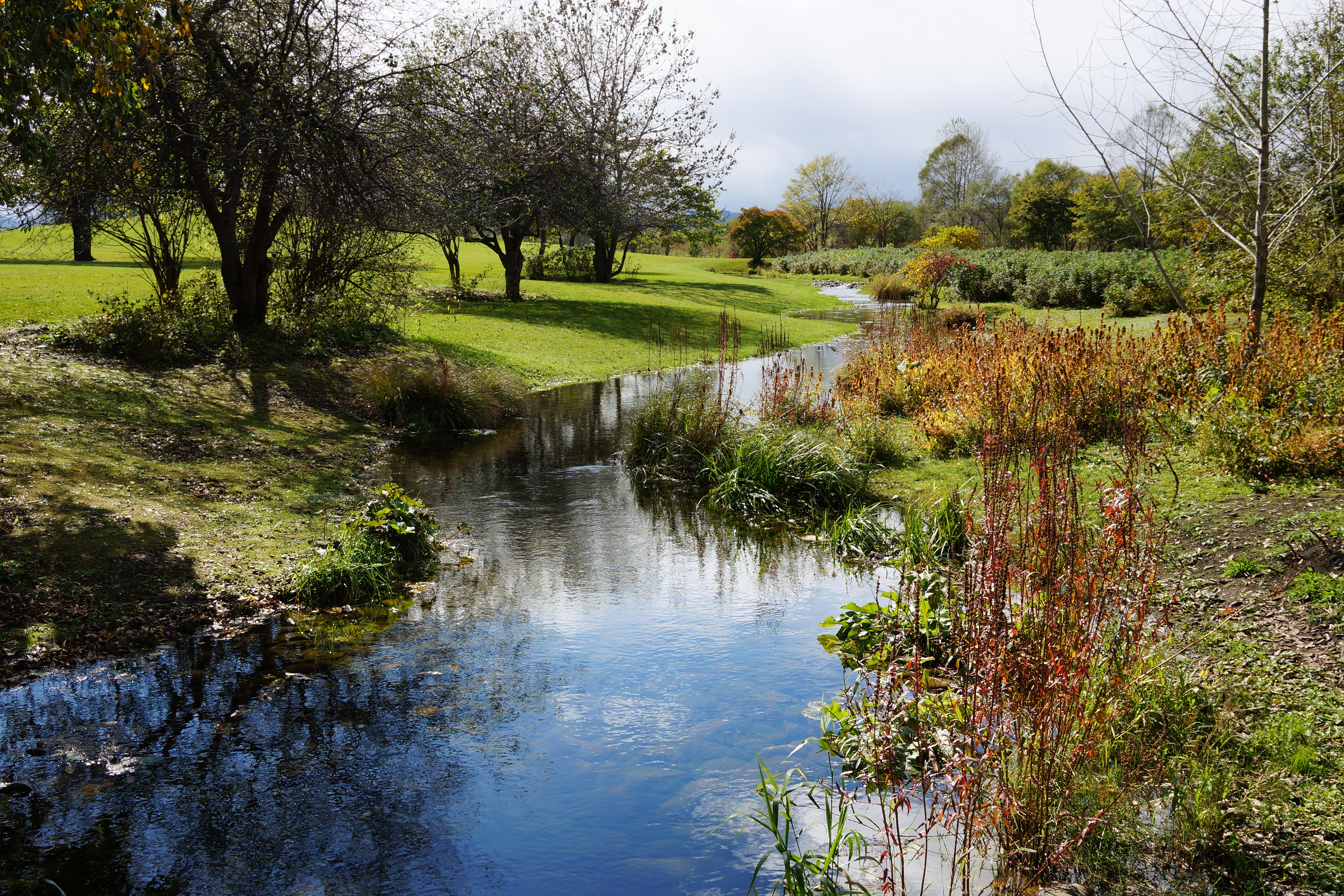
六花之森
  - 坂本直行記念館：出身於釧路市的畫家
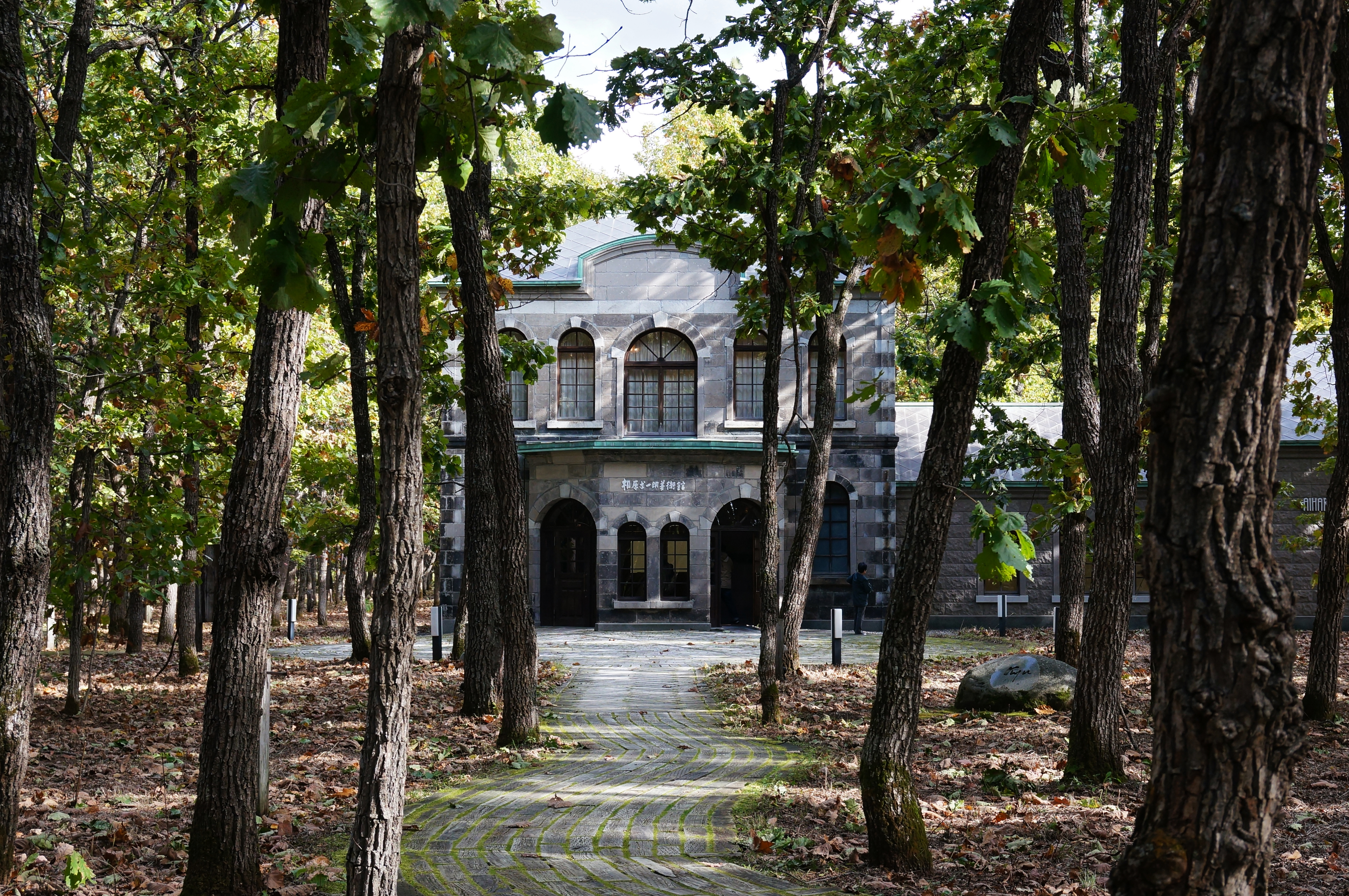
中札內美術村（日语：中札内美術村）
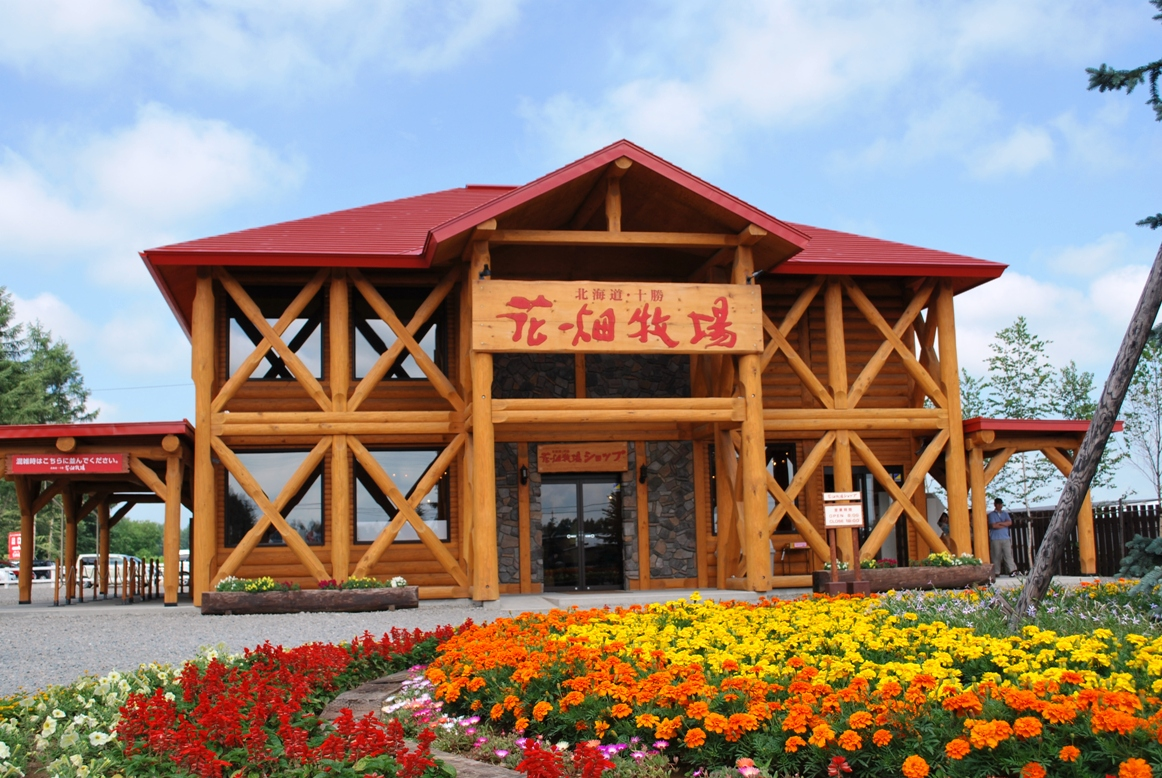
花畑牧場

- 六花之森
- 中札內美術村中的相原求一朗美術館
- 十勝·花畑牧場

## 教育
中學校
- 中札內村立中札內學校

小學校
- 中札內村立上札內小學校
- 中札內村立中札內小學校

特殊學校
- 北海道中札內高等養護學校（日语：北海道中札内高等養護学校）

## 姊妹、友好都市

### 日本
- 川越市（埼玉縣）
- 南礪市（富山縣）

## 本地出身的名人
- 佐藤克教：版畫家
- 田中義剛：花畑牧場經營者

## 外部連結
- 中札内村観光サイト 中札内散歩旅（页面存档备份，存于）
- 中札内村観光情報的Facebook專頁
- 中札内村観光情報的X（前Twitter）